# Anisodes delineata
Anisodes delineata là một loài bướm đêm trong họ Geometridae.